# Aryana Engineer
Aryana Engineer, née le 6 mars 2001 à Vancouver au Canada, est une actrice canadienne.
Elle fut découverte par sa voisine, qui est agent artistique, qui la vit parler la langue des signes avec sa mère, sourde. Sa voisine la fait participer au casting du film Esther, qui cherchait une petite fille sachant parler couramment la langue des signes pour incarner le personnage de Maxine Coleman, surnommée Max. Aryana fut acceptée.
Aryana Engineer est elle-même malentendante et utilise des appareils auditifs.
En 2012, elle est à nouveau acceptée pour incarner le personnage de Becky, la fille d'Alice, dans Resident Evil: Retribution.

## Filmographie
- 2009 : Esther :  Maxine Coleman, surnommée Max
- 2012 : Resident Evil: Retribution : Becky